# Stanislava Součková
Stanislava Součková (27. listopadu 1923 Velim – 23. července 1997 České Budějovice) byla česká operní a koncertní pěvkyně, sestra pěvce Jaroslava Součka.
Po ukončení své operní dráhy na přelomu let 1973–1974 byla profesorkou pedagogické fakulty v Českých Budějovicích.

## Hudební divadlo Karlín
V období let 1951–1961 působila v pražském hudebním divadle Karlín, v operetě Mam'zelle Nitouche si zazpívala jako Denisa, v té době s velmi populárním Oldřichem Novým (Célestin).
Na jevišti karlínského divadla se setkala také s Karlem Effou, Karlem Fialou, který se později proslavil jako Limonádový Joe, Vlastou Burianem, Milošem Zavřelem, Jaroslavem Šterclem, Františkem Černým, Nelly Gaierovou, Ljubou Hermanovou, Věrkou Macků a Věrou Vlkovou. V té době byl v tomto divadle také režisérem Jiří Frejka, který ji angažoval.

## Jihočeské divadlo České Budějovice
V roce 1961 Stanislava Součková přijala angažmá do opery Jihočeského divadla v Českých Budějovicích, kde do konce své aktivní pěvecké dráhy v roce 1974 vytvořila řadu operních rolí.
Od roku 1960 zde působil také Součkové bratr, barytonista Jaroslav Souček, se kterým si zde zazpívala v operách Rigoletto, Prodaná nevěsta a La traviata.

## Role, ve kterých vystupovala

### Z českých skladatelů
- Bedřich Smetana – Hubička (Barče), Prodaná nevěsta (Mařenka), Libuše (Libuše), Dvě vdovy (Karolina)
- Antonín Dvořák – Rusalka (Rusalka), Jakobín (Julie)
- Leoš Janáček – Káťa Kabanová (Káťa)
- Bohuslav Martinů – Hry o Marii (Mariken)

### Ze zahraničních skladatelů
- Eugen Suchoň – Krútňava (Katrena)
- Giuseppe Verdi – La traviata (Violeta), Rigoletto (Gilda), Trubadúr (Leonora), Don Carlos (Alžběta), Maškarní ples (Amelie)
- W. A. Mozart – Kouzelná flétna (Královna noci), Don Giovanni (Zerlina), Únos ze serailu (Konstance), Così fan tutte (Fiordiligi), Figarova svatba (Hraběnka)
- Georges Bizet – Carmen (Micaela)
- Gaetano Donizetti – Don Pasquale (Norina)
- Gioacchino Rossini – Lazebník sevillský (Rosina)
- Ludwig van Beethoven – Fidelio (Leonora)
- Rimskij-Korsakov – Zlatý kohoutek (Šamachánská carevna)
- Giacomo Puccini – Madame Butterfly (Čo-čo-san)
- George Gershwin – Porgy a Bess (Serena)

## Národní divadlo
Nikdy nebyla stálou členkou ND. K tomuto tématu se vyjádřili mimo jiné také dva hudební odborníci:[zdroj⁠?!]
Václav Holzknecht, šéf opery ND, k tomuto faktu napsal:[zdroj⁠?!]
„Upřímně řečeno, patřila paní Součková naší první scéně hned od začátku, o tom není u znalých a nezaujatých lidí sporu. Jistě je radostné, že se v pražském Národním divadle objevila v čelných rolích operního repertoáru vícekrát a vždy byla obecenstvem i kritikou radostně vítána. Patřila sem úrovní svého talentu mimořádnou muzikálností, hereckými schopnostmi i milou přirozeností projevu. Umělecký osud paní Součkové se však shodou okolností utvořil jinak…“
Hudební kritik Jiří Černý v rozhlase řekl:[zdroj⁠?!] „O osudu Stanislavy Součkové rozhodli neznalí a zaujatí mocipánové. V roce 1949 byl totiž její manžel, operní režisér Jaroslav Ryšavý, coby evangelický farář na tři roky uvězněn. Soužití Součkové s komunistickým režimem nebylo pro dceru kulaka z Velimi ani nijak jednoduché, jejich rodinu vystěhovali v roce 1951, během šesti hodin z hospodářství o čtyřiadvaceti hektarech, ale politický profil Jaroslava Ryšavého zřejmě provždy rozhodl, že jeho žena Stanislava Součková byla pro Národní divadlo doživotním vítaným hostem, nikdy však členem.“

### Role v ND
V Národním divadle v Praze hostovala Stanislava Součková v následujících představeních:
- Vítězslav Novák: Dědův odkaz – Janíček
- Bedřich Smetana: Prodaná nevěsta – Esmeralda
- Gioacchino Rossini: Lazebník sevillský – Rosina
- Bedřich Smetana: Hubička – Barče
- Giuseppe Verdi: La traviata – Violetta Valéry
- Antonín Dvořák: Rusalka – Rusalka
- Wolfgang Amadeus Mozart: Kouzelná flétna – Královna noci
- Wolfgang Amadeus Mozart: Únos ze serailu – Konstance
- Giuseppe Verdi: Maškarní ples – Amelie